# Mistrzostwa Panamerykańskie w Judo 2018
Mistrzostwa panamerykańskie odbywały się w dniach 20–21 kwietnia 2018 roku w San José. W tabeli medalowej tryumfowali judocy z Kuby.

## Klasyfikacja medalowa
Gospodarz zawodów został zaznaczony kolorem.
| Miejsce | Państwo           |    |    |    | Razem |
| ------- | ----------------- | -- | -- | -- | ----- |
| 1       | Kuba              | 6  | 3  | 4  | 13    |
| 2       | Kanada            | 3  | 1  | 3  | 7     |
| 3       | Brazylia          | 2  | 4  | 2  | 8     |
| 4       | Ekwador           | 2  | 0  | 1  | 3     |
| 5       | Argentyna         | 1  | 2  | 0  | 3     |
| 6       | Kolumbia          | 1  | 0  | 1  | 2     |
| 7       | Wenezuela         | 0  | 2  | 3  | 5     |
| 8       | Dominikana        | 0  | 2  | 1  | 3     |
| 9       | Stany Zjednoczone | 0  | 1  | 5  | 6     |
| 10      | Meksyk            | 0  | 0  | 2  | 2     |
| .       | Peru              | 0  | 0  | 2  | 2     |
| 12      | Panama            | 0  | 0  | 1  | 1     |
| .       | Chile             | 0  | 0  | 1  | 1     |
| .       | Kostaryka         | 0  | 0  | 1  | 1     |
| .       | Portoryko         | 0  | 0  | 1  | 1     |
| Razem   | Razem             | 15 | 15 | 28 | 58    |

## Medaliści

### Mężczyźni
| Konkurencja:    | Złoto:                 | Srebro:            | Brąz:                          |
| −60 kg          | Lenin Preciado         | Roberto Almenares  | Adonis Diaz Yandry Torres      |
| −66 kg          | Osniel Solís           | Daniel Cargnin     | Ricardo Valderrama Ryan Vargas |
| −73 kg          | Antoine Bouchard       | Magdiel Estrada    | Nicholas Delpopolo Alonso Wong |
| −81 kg          | Antoine Valois-Fortier | Medickson del Orbe | Eduardo Yudy Adrián Gandía     |
| −90 kg          | Iván Silva             | Asley González     | Robert Florentino Colton Brown |
| −100 kg         | Leonardo Gonçalves     | Lewis Medina       | José Armenteros L. A. Smith    |
| ponad 100 kg    | Freddy Figueroa        | Héctor Campos      | Andy Granda Francisco Solís    |
| Drużynowo mikst | Kuba                   | Brazylia           | Peru Wenezuela                 |

### Kobiety
| Konkurencja: | Złoto:             | Srebro:                     | Brąz:                               |
| −48 kg       | Paula Pareto       | Keisy Perafán               | Luz Adiela Álvarez Edna Carrillo    |
| −52 kg       | Jéssica Pereira    | Angelica Delgado            | Ecaterina Guica Luz Olvera          |
| −57 kg       | Christa Deguchi    | Tamires Crude               | Jessica Klimkait Miryam Roper       |
| −63 kg       | Maylín del Toro    | Catherine Beauchemin-Pinard | Anriquelis Barrios Alexia Castilhos |
| −70 kg       | Yuri Alvear        | Elvismar Rodríguez          | Onix Cortés Kelita Zupancic         |
| −78 kg       | Kaliema Antomarchi | Karen León                  | Diana Brenes Vanessa Chalá          |
| ponad 78 kg  | Idalys Ortíz       | Beatriz Souza               | ----                                |